# Kamienica Ignacego Partowicza w Warszawie
Kamienica Ignacego Partowicza – kamienica znajdująca się przy ul. Żelaznej 75a róg ul. Chłodnej w Warszawie.

## Opis
Nowoczesny, 5-piętrowy budynek z półkolistym narożnikiem i podcieniami z kolumnami od strony ul. Chłodnej, został wzniesiony w latach 1937–1938 według projektu Edwarda Hersteina. W konstrukcji zastosowano m.in. strop Kleina, co zwiększyło wytrzymałość na obciążenia i pozwoliło na zaprojektowanie w budynku większych pomieszczeń.
W czasie II wojny światowej w kamienicy mieścił się posterunek żandarmerii niemieckiej tzw. Nordwache, z którego m.in. w latach 1940–1942 Niemcy nadzorowali skrzyżowanie ulic Chłodnej i Żelaznej, stanowiące do stycznia 1942 (otwarcie kładki nad ul. Chłodną) jedyne oficjalne połączenie między małym a dużym gettem. 
W czasie powstania warszawskiego, 3 sierpnia 1944, Nordwache została zdobyta przez żołnierzy z batalionu „Chrobry I”. Wzięto do niewoli ok. 40 jeńców oraz wiele broni (m.in. kilkadziesiąt karabinów, kilka karabinów maszynowych, granaty i amunicję). Z piwnic, zamienionych przez Niemców na więzienie, uwolniono kilkadziesiąt osób.
W lutym 2011 kamienica została wpisana do rejestru zabytków.

## Upamiętnienia
- Na budynku (od strony ul. Chłodnej) znajduje się tablica upamiętniająca zdobycie 3 sierpnia 1944 siedziby żandarmerii niemieckiej Nordwache[8].
- Na chodniku ul. Żelaznej, przy dawnym wejściu do Nordwache, umieszczono obrys znajdującego się w tym miejscu niemieckiego bunkra.
- Naprzeciwko kamienicy (na ul. Chłodnej) znajdował się mural Tam była kładka odsłonięty 21 kwietnia 2007 przez Marka Edelmana[9].

## Galeria

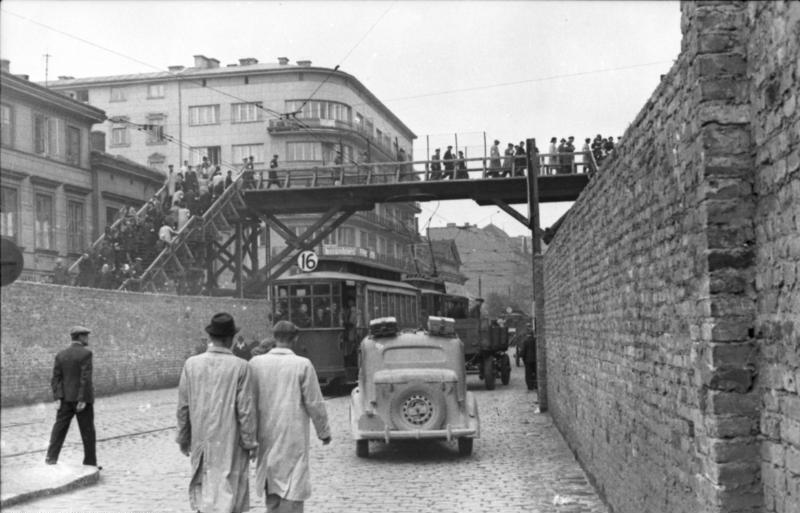
Drewniana kładka nad Chłodną łącząca małe i duże getto (1942). W głębi widoczna kamienica Partowicza
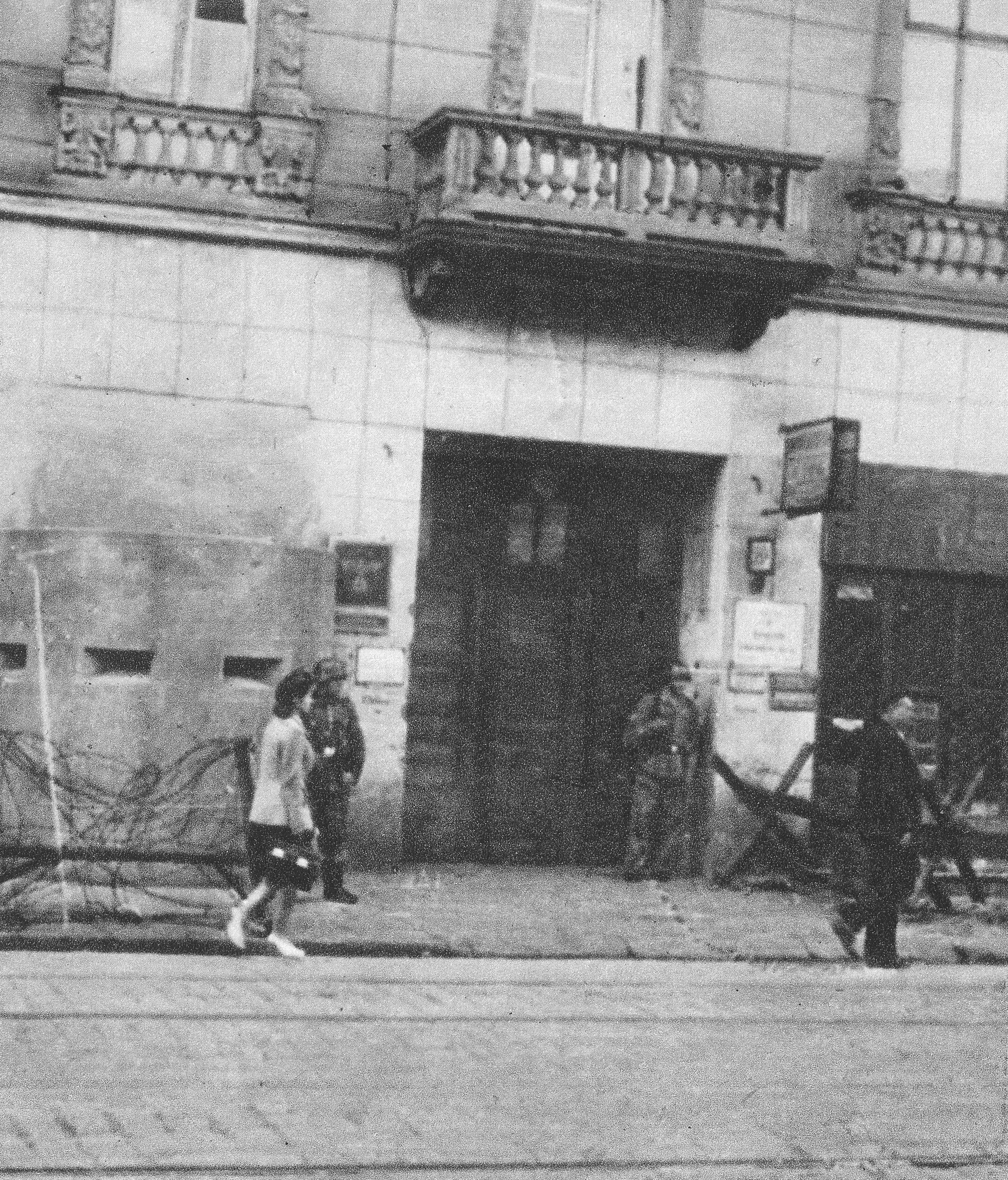
Wejście do Nordwache (od strony ul. Żelaznej), po lewej widoczny niemiecki bunkier
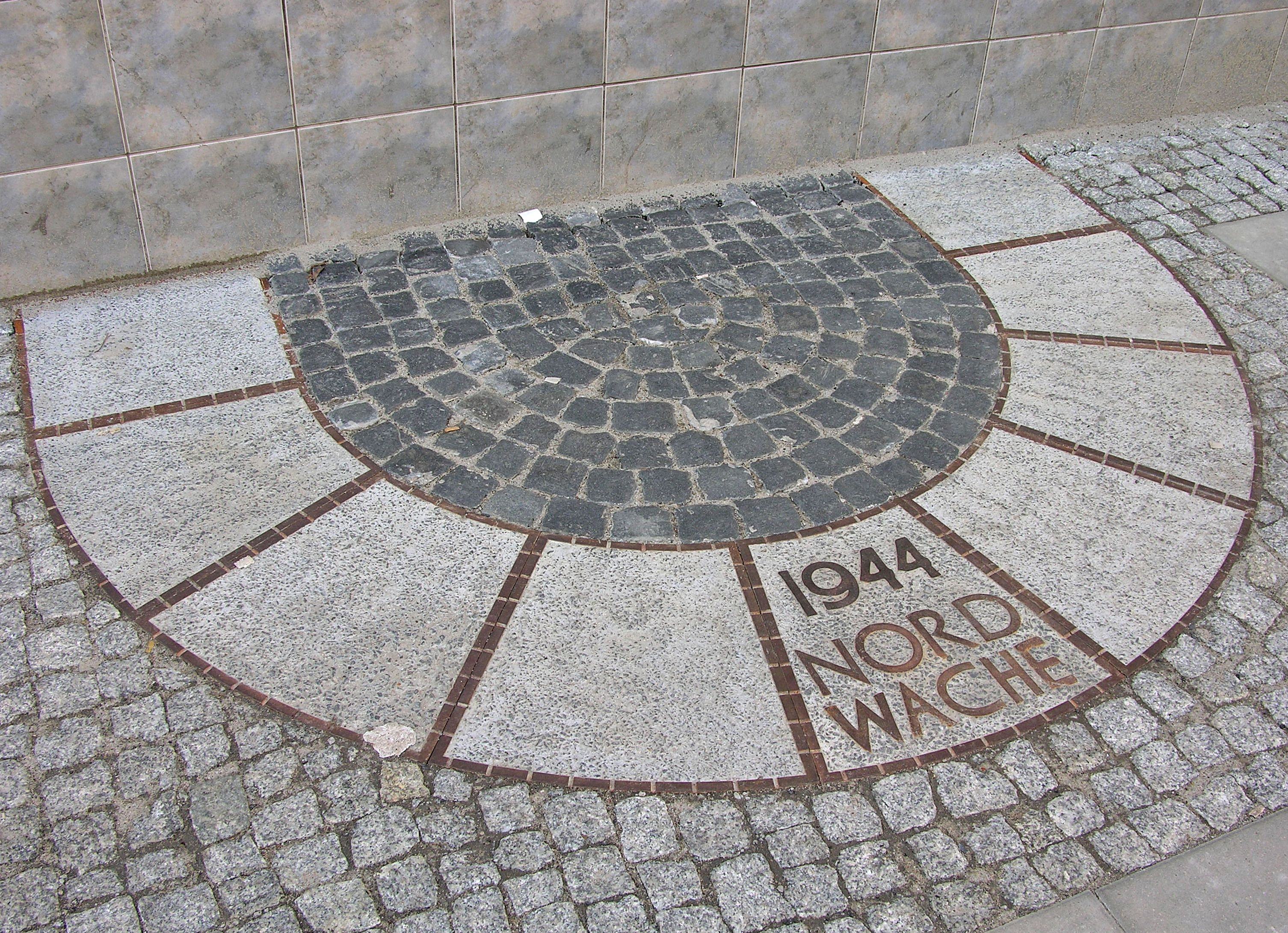
Upamiętnienie bunkra na chodniku ul. Żelaznej
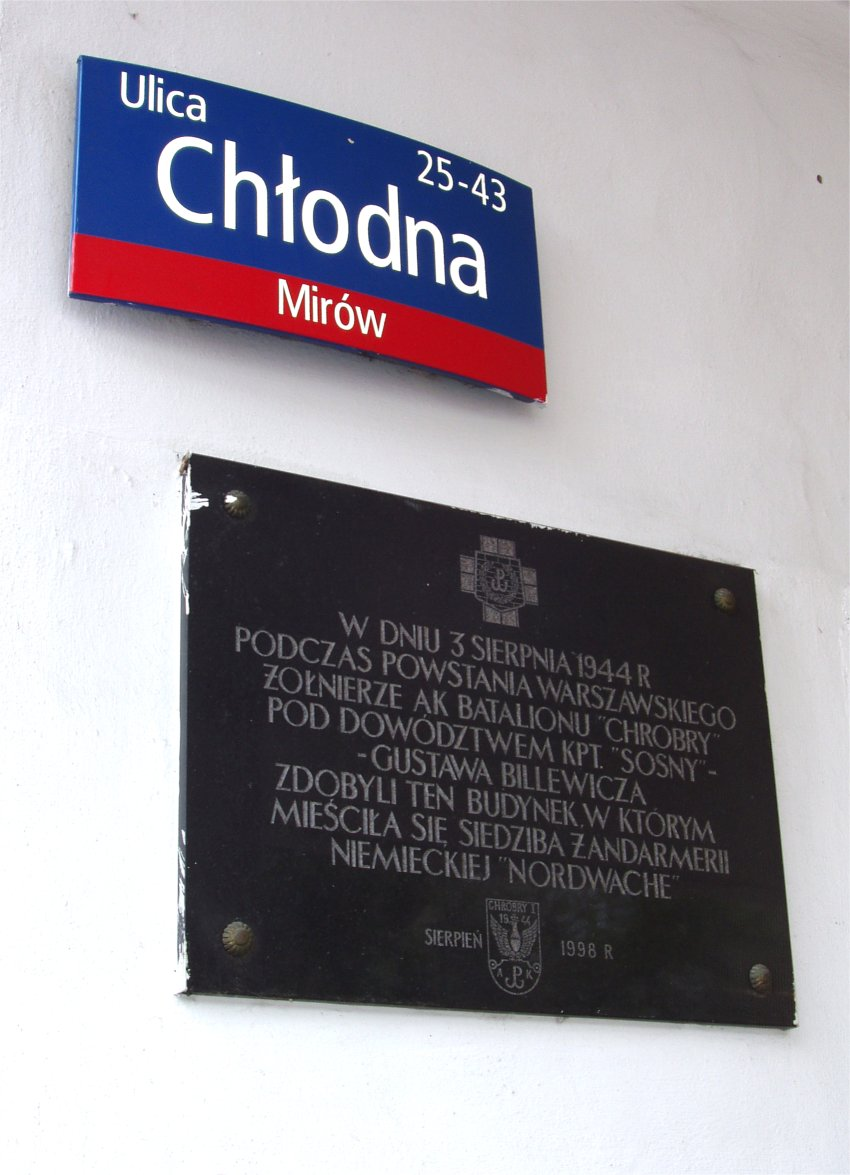
Tablica pamiątkowa na budynku